# Couvent de Drouïa
 (décembre 2024).
Si vous disposez d'ouvrages ou d'articles de référence ou si vous connaissez des sites web de qualité traitant du thème abordé ici, merci de compléter l'article en donnant les références utiles à sa vérifiabilité et en les liant à la section « Notes et références ».

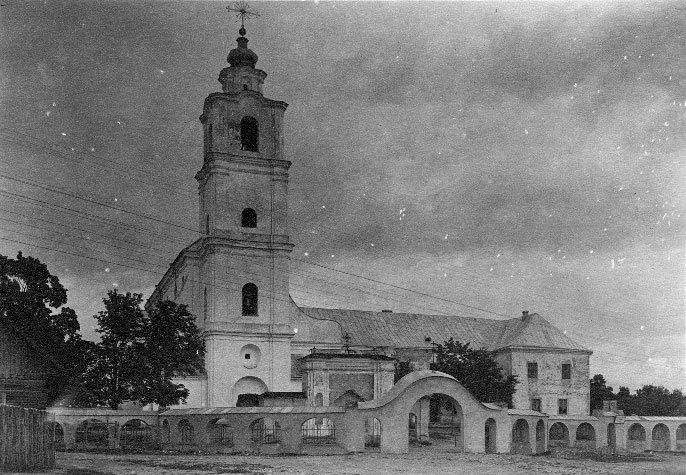
Le couvent en 1929

Le couvent de Drouïa (en biélorusse: Друйскі кляштар айцоў марыянаў) est une ancienne maison de la congrégation des marianistes de l'Immaculée-Conception qui fut en activité de 1923 à 1939 à Drouïa en Pologne orientale, aujourd'hui en Biélorussie.

## Historique
Cette maison a été ouverte dans un ancien couvent de bernardins dispersé au milieu du XIXe siècle par les autorités russes à Drouïa (Druja en polonais), bourgade au bord de la Dvina occidentale alors dans la nouvelle république de Pologne. Elle se trouve dans une région à forte population biélorusse de confession majoritairement catholique. Il existe également un quartier juif et une petite minorité orthodoxe, ainsi qu'un groupe d'uniates. Georges Matulewicz, évêque de Wilno, l'achète en 1923 grâce à des fonds en provenance des émigrés polonais, lituaniens et biélorusses des États-Unis qui ont été recueillis  sur place par le P. André Cikoto dans ce but. Le pape Pie XI appuie cette fondation par un bref du 23 juillet et un autre du 10 août 1923. La princesse Madeleine Radziwill (1861-1945) joue aussi un rôle majeur dans son financement. Un domaine agricole, ancien domaine seigneurial, en dépend. Sa surface est de soixante hectares.
L'église de la Sainte-Trinité du couvent qui est devenue église paroissiale dessert environ cinq mille paroissiens biélorusses et polonais, ainsi qu'une petite église filiale à Malkaouchtchino. Les marianistes installent également une maison pour les sœurs eucharistines qui viennent les aider. Neuf novices marianistes arrivent à la rentrée 1924, parmi lesquels Joseph Hermanovitch (1890-1978), futur poète et écrivain biélorusse sous le nom de Vincuk Advajny; et Fabian Abrantovitch (mort en prison en 1946).
Les marianistes ouvrent également une école de garçons qui devient aussi gymnasium en 1930 sous le nom de collège Étienne Bathory. Le directeur de 1924 à 1933 en est le P. Cikoto. Le collège suit le programme polonais et s'ouvre à des boursiers venus de familles modestes. L'organisation est de modèle démocratique, les prêtres étant fortement imprégnés des idées démocrates-chrétiennes. Parmi les élèves, on peut distinguer le futur historien Yarmalkovitch; le futur peintre W. Jaunarowicz; le futur supérieur de la congrégation Czeslaw Sipowicz (1914-1981); ou le futur missionnaire en Mandchourie Tomasz Podziawa (1906-1975).
Les marianistes ouvrent une nouvelle maison d'études à Wilno au milieu des années 1930, où un certain nombre d'anciens élèves de Drouïa poursuivent leur cursus. Cette maison est appuyée par les milieux intellectuels biélorusses et traduit du polonais et du russe nombre d'œuvres théologiques, philosophiques et littéraires. Cependant le gouvernement polonais, qui prend un virage autoritaire en 1935, considère avec méfiance ce foyer de nationalisme biélorusse, car les Biélorusses sont partagés entre la Pologne, pour la Biélorussie occidentale (où se trouve Drouïa), et la république socialiste soviétique de Biélorussie, intégrée à l'URSS, à la frontière de laquelle se trouve Drouïa.
Des pressions sont faites auprès de l'épiscopat polonais  pour exiger de la congrégation d'envoyer ailleurs ses prêtres biélorusses, comme le P. Abrantovitch qui avait été muté à Kharbin quelques années plus tôt. En 1938, les PP. Kaszyra (béatifié en 1999), Daszuta (1890-1966), Chomenak (1899-1971), etc. sont mutés à Rasna, ainsi que quatre sœurs eucharistines. Le lycée lui-même est réorganisé, ainsi que le juvénat et le noviciat; mais les prêtres ouvrent une filiale à Braslaw. Sont appelés à Drouïa de nouveaux prêtres polonais (dont le bienheureux Antoine Leszczewicz). La maison est dirigée par le P. Eugène Kulesza (auteur d'une thèse sur Richard de Saint-Victor), arrivé en 1938. 
Fin septembre 1939, la région est envahie par l'Armée rouge selon les accords secrets du pacte germano-soviétique. Le lycée ferme en décembre. le domaine est transformé en kolkhoze, les prêtres et les Sœurs sont expulsés de leur maison. Ils ont toutefois le droit de demeurer en habit laïc en ville pour continuer un travail pastoral dans la discrétion. Le P. Kulesza est assassiné par des soldats soviétiques en fuite devant l'arrivée des Allemands, en juin 1941. Les marianistes retrouvent leur maison, mais sans le lycée, sous l'occupation allemande. Ils sont définitivement dispersés, lorsque Drouïa est de nouveau intégrée à la Biélorussie soviétique à l'été 1944.

## Architecture
Le couvent des bernardins a été fondé par le prince Léon-Casimir Sapieha au milieu du XVIIe siècle. L'église est construite en style baroque en 1643-1649. Le couvent est agrandi au XVIIIe siècle. Il est sécularisé après la révolte polonaise de 1860-1861.

## Source
- (be) Cet article est partiellement ou en totalité issu de l’article de Wikipédia en biélorusse intitulé « Друйскі кляштар айцоў марыянаў » (voir la liste des auteurs).